# Gostilje
Gostilje (Servisch cyrillisch Гостиље) is een plaats in de Servische gemeente Čajetina. De plaats telt 344 inwoners (2002).